# Tapah

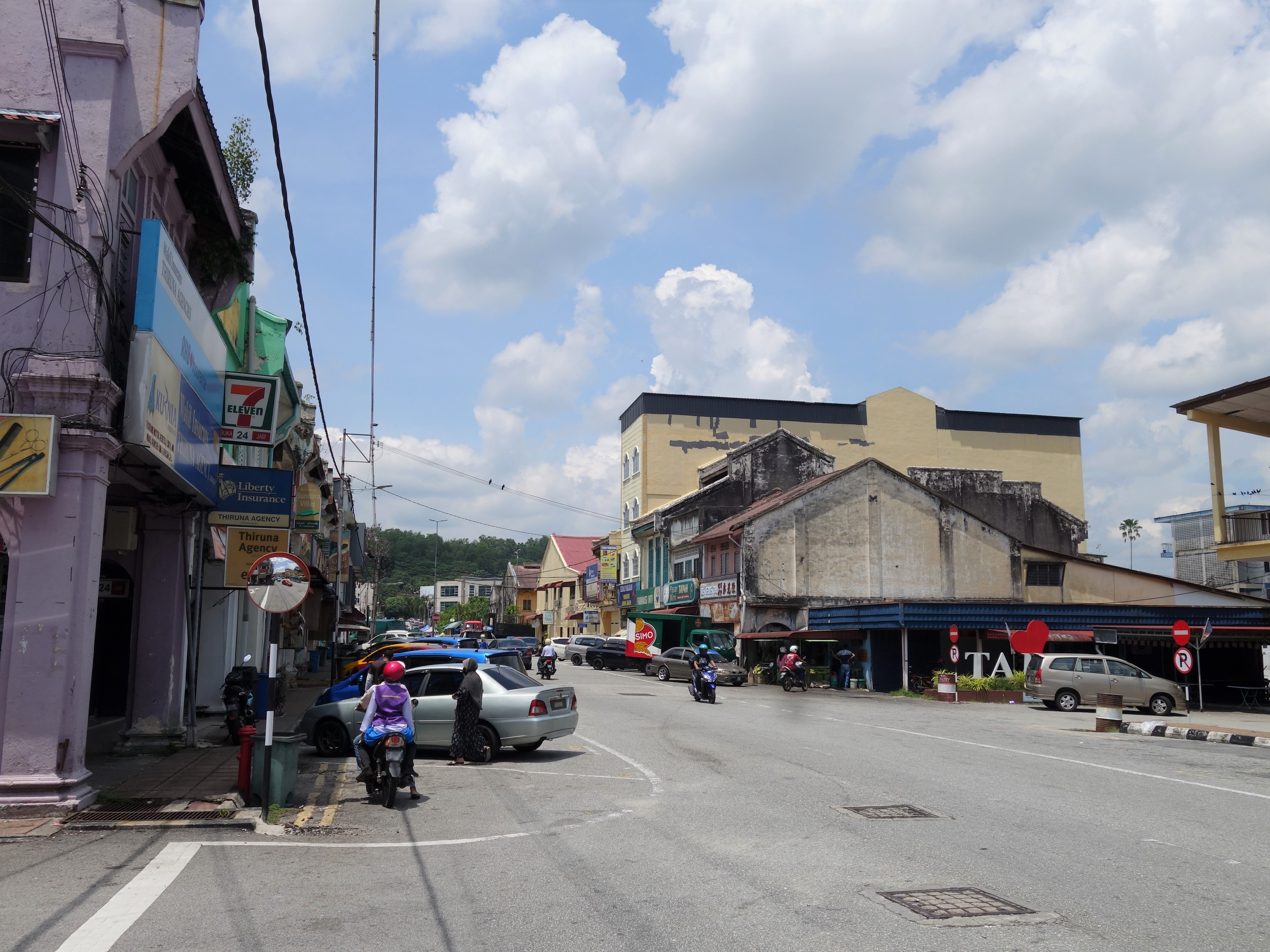
Tapah

Tapah is een stad en gemeente (majlis daerah; district council) in de Maleisische deelstaat Perak.
De gemeente telt 75.000 inwoners en is de hoofdplaats van het district Batang Padang.